# Jörg-Peter Weigle
Jörg-Peter Weigle (né le 28 mars 1953 à Greifswald) est un chef d'orchestre et pédagogue allemand. Il est l'oncle du chef d'orchestre Sebastian Weigle (en) et de l'altiste Friedmann Weigle (membre du Quatuor Artemis).

## Biographie
Weigle a reçu sa formation à la musique entre 1963 et 1971 à la Thomasschule zu Leipzig, et a chanté dans le chœur d'enfants. De 1973 à 1978, il a étudié à la Hochschule für Musik Hanns Eisler (Berlin), où il a eu pour professeurs Horst Förster (direction d'orchestre), Dietrich Knothe (de) (direction de chœur) et Ruth Zechlin (en) (contrepoint). Il a plus tard participé à des classes de direction d'orchestre avec Kurt Masur.
Entre 1977 et 1980, Weigle a été directeur du Staatlichen Sinfonieorchester Neubrandenburg (de). Il a régulièrement dirigé le Chœur de la Radio de Leipzig (de) de 1980 à 1988, et en est devenu le chef en 1985. De 1986 à 1994, Weigle est directeur principal de l'Orchestre philharmonique de Dresde avec lequel il a effectué des tournées de concerts à travers l'Europe, l'Amérique du Nord et du Sud et le Japon. Il a dirigé plusieurs formations en Allemagne et à l'étranger, par exemple la Staatskapelle de Dresde, différents orchestres de radio en Allemagne et en Suède et l'Orchestre symphonique de Bamberg. En septembre 1991 Weigle a travaillé dans plusieurs productions de l'Opéra comique de Berlin et du Semperoper de Dresde.
De 1995 à 2002, il a été Generalmusikdirektor de l'Orchestre philharmonique de Stuttgart.
De 1994 à 2000, Jörg-Peter Weigle a travaillé à la Hochschule für Musik Carl Maria von Weber Dresden en tant que chef de l'orchestre de l'université. En 1995, il a reçu le titre de professeur honoraire. En outre, il a été en mesure de poursuivre sa passion pour la musique chorale maintes et maintes fois dans différents stations de radio. Il a produit avec le chœur de la Radio bavaroise des œuvres a cappella et a dirigé des concerts symphoniques avec chœur. Avec le chœur et l'orchestre de la NDR de Hambourg, il a dirigé le Stabat Mater de Rossini et Quattro pezzi sacri de Verdi. Avec la NDR Radiophilharmonie Hannover et le NDR-Chor Die Glocke de Max Bruch, qu'il a redonné en 2014 avec le Chœur philharmonique et l'Orchestre philharmonique de Berlin. En octobre 1999, Jörg-Peter Weigle a dirigé la Messe en si mineur de Johann Sebastian Bach avec le Philharmonischen Chor Berlin. En 2000, il a été invité pour la première fois à un concert avec le Chœur de chambre RIAS de Berlin.
Depuis 2001, Weigle est professeur de direction de chœur à la Hochschule für Musik Hanns Eisler, Berlin. Le 1er avril 2008, il a été nommé recteur de cette école.
Jörg-Peter Weigle a effectué plusieurs enregistrements, en particulier des œuvres orchestrales du compositeur suisse Hans Huber. Weigle a aussi enregistré l'intégrale des symphonies de Felix Draeseke, un compositeur de l'époque romantique tardive.

## Source de la traduction
- (de) Cet article est partiellement ou en totalité issu de l’article de Wikipédia en allemand intitulé « Jörg-Peter Weigle » (voir la liste des auteurs).